# Muzenga
Muzenga är ett vattendrag i Burundi.   Det ligger i provinsen Cibitoke, i den nordvästra delen av landet, 50 km norr om huvudstaden Bujumbura.
Omgivningarna runt Muzenga är en mosaik av jordbruksmark och naturlig växtlighet. Runt Muzenga är det tätbefolkat, med 383 invånare per kvadratkilometer.